# Битва за Норфолк
Битва за Норфолк (англ. Battle of Norfolk) — танковое сражение, произошедшее 27 февраля 1991 г. во время войны в Персидском заливе между бронетанковыми войсками США и Великобритании и войсками Иракской республиканской гвардии на юге Ирака. В операции участвовали подразделения 2-й бронетанковой дивизии США, 1-я пехотная дивизия, 18-я механизированная и 9-я бронетанковая бригады механизированной дивизии «Тавакална» (Tawakalna) Иракской республиканской гвардии, а также 11 других иракских дивизий. Подразделения 2-й бронетанковой дивизии были приданы американской 1-й пехотной дивизии в качестве 3-й маневренной бригады из-за того, что одна из её бригад не была развёрнута. Оперативная группа 1-41 Infantry 2-й бронетанковой дивизии должна была стать головной частью VII корпуса. Британская 1-я бронетанковая дивизия отвечала за защиту правого фланга VII корпуса, основным противником которого была иракская 52-я бронетанковая дивизия и несколько пехотных дивизий. Это было последнее сражение войны перед вступлением в силу одностороннего перемирия.
Битва за Норфолк признаётся некоторыми источниками вторым по величине танковым сражением в истории США и крупнейшим танковым сражением войны в Персидском заливе. В битве за Норфолк участвовало не менее 12 дивизий, а также несколько бригад и подразделений полка.. Американские и британские войска уничтожили около 850 иракских танков и сотни других видов боевой техники. Ещё две дивизии Республиканской гвардии были уничтожены в районе «Объект Дорсет» (Objective Dorset) 3-й бронетанковой дивизией США 28 февраля 1991 года. В ходе этого боя 3-я бронетанковая дивизия уничтожила 300 единиц техники противника и взяла в плен 2500 иракских солдат.

## Место действия
Сражение произошло примерно в 60 милях (97 км) к востоку и через 18 часов после битвы за эль-Бусайю, а также в нескольких километрах к востоку от битвы на 73 истинг, которая закончилась всего двумя часами ранее. Битва за Норфолк была названа по имени объекта «Норфолк» (Objective Norfolk) — района, в котором пересекались трубопроводная дорога IPSA и несколько пустынных троп, а также находился крупный иракский склад снабжения, обороняемый иракской бронетехникой. Объект Норфолк располагался к западу от фазовой линии «Киви», к востоку от фазовой линии «Смэш» и к северу от фазовой линии «Грейп». Фазовые линии — это опорные точки на карте, расположенные через каждые несколько километров и используемые для измерения хода наступательной операции.

## Участники
VII корпус армии США представлял собой грозную боевую силу. На его вооружении находилось 1487 танков, 1384 боевые машины пехоты, 568 артиллерийских орудий, 132 РСЗО, 8 ракетных установок, 242 боевых вертолёта. Общая численность личного состава составляла 146 321 человек. В боях участвовали в основном американская 1-я пехотная дивизия, 3-я бригада 2-й бронетанковой дивизии («Ад на колёсах»), иракские 18-я механизированная и 9-я бронетанковая бригады механизированной дивизии «Тавакална», а также части одиннадцати других иракских дивизий, включая 26-ю, 48-ю, 31-ю и 25-ю пехотные дивизии. Американская 1-я пехотная дивизия была весьма грозной и состояла из 334 танков M1A1 и 224 боевых машин M2A2 Bradley. Оперативная группа 1-41 Infantry 2-й бронетанковой дивизии США на протяжении всей войны возглавляла 1-ю пехотную дивизию США и остальные части VII корпуса. В операции также принимала участие 1-я кавалерийская дивизия США.
Англичане выставили свою 1-ю бронетанковую дивизию. 3-я бронетанковая дивизия США выполняла задачи на объекте «Дорсет». В разгар сражения в состав 3-й бронетанковой дивизии входили 32 батальона и 20 533 человека личного состава. 3-я бронетанковая дивизия была самой крупной коалиционной дивизией в войне в Персидском заливе и самой крупной бронетанковой дивизией США в истории. На её вооружении находилось 360 основных боевых танков Abrams, 340 боевых машин Bradley, 128 самоходных 155-мм гаубиц М109, 27 боевых вертолётов AH-64 Apache, 9 реактивных систем залпового огня M270 и дополнительное оборудование.
В операции также принимала участие 52-я иракская бронетанковая дивизия, представлявшая собой мощное подразделение, насчитывавшее 245 танков и 195 боевых бронированных машин. В операции также участвовали 10-я и 12-я иракские бронетанковые дивизии. Иракская 10-я бронетанковая дивизия считалась лучшей регулярной дивизией в иракской армии. Она имела более современную технику, чем другие регулярные иракские части. Она была оснащена танками Т-72 и Т-62. Танк Т-62 был её основной системой. В целом основным танком иракских сил был танк Т-55. Иракцы использовали их в большом количестве. Иракцы также имели элементы двух других независимых бронетанковых бригад на театре военных действий, а именно 50-й и 29-й бронетанковых бригад. Три основные элитные дивизии Республиканской гвардии Ирака: «Тавакална», «Хаммурапи» и «Медина» — насчитывали более 660 танков, 660 боевых машин пехоты, тысячи противотанковых орудий, самоходных артиллерийских установок и других боевых систем. Дивизия Республиканской гвардии «Тавакална» была самой мощной в Ираке и насчитывала около 14 тыс. солдат, 220 танков Т-72, 284 боевые машины пехоты, 126 артиллерийских орудий и 18 РСЗО, однако, эта дивизия к началу битвы за Норфолк за три дня уже поучаствовала в четырёх крупномасштабных танковых битвах.
Непосредственно в битве за Норфолк сошлись 6 тысяч иракских солдат против почти 17 тысяч солдат коалиции, что даёт соотношение одного иракца на примерно трёх солдат коалиции.

## Контрразведка
Оперативная группа 1-41 Infantry (TF 1-41 IN)) стала первой коалиционной силой, которая 15 февраля 1991 г. нарушила границу Саудовской Аравии и 17 февраля 1991 г. провела наземные боевые операции в Ираке, вступив в прямые и непрямые огневые столкновения с противником. Оперативная группа 1-41 Infantry представляла собой тяжёлую батальонную оперативную группу из состава 2-й бронетанковой дивизии. В её состав входили, в основном, 1-й батальон 41-го пехотного полка, 3-й батальон 66-го бронетанкового полка и 4-й батальон 3-го артиллерийского полка (4-3 FA). Вскоре после прибытия на театр военных действий оперативная группа 1-41 получила задание на контрразведку совместно с 1-м эскадроном 4-го кавалерийского полка. Эти совместные действия стали известны как оперативная группа «Айрон» Контрразведка обычно включает уничтожение или отражение разведывательных элементов противника и лишение их командира возможности наблюдать за дружественными силами. 15 февраля 1991 г. 4-й батальон 3-го артиллерийского полка обстрелял трейлер и несколько грузовиков в иракском секторе, которые вели наблюдение за американскими войсками. 16 февраля 1991 г. несколько групп иракских машин, по-видимому, вели разведку за оперативной группой и были отогнаны огнём 4-3 FA. Ещё один взвод противника, включавший шесть машин, по сообщениям, находился к северо-востоку от оперативной группы. Они были уничтожены артиллерийским огнём 4-3-й батареи. Позже вечером была замечена ещё одна группа иракских машин, двигавшаяся к центру оперативной группы. Судя по всему, это были советские БТР и танки иракского производства. В течение следующего часа оперативная группа провела несколько небольших боёв с иракскими разведывательными подразделениями. TF 1-41 IN выпустила по иракскому формированию ракеты TOW, уничтожив один танк. Остальные танки были уничтожены или отброшены артиллерийским огнём 4-3 FA. 17 февраля 1991 г. оперативная группа подверглась миномётному обстрелу противника, однако ему удалось скрыться. Позже вечером оперативная группа подверглась артиллерийскому обстрелу противника, но потерь не понесла. 18 февраля иракские миномётные позиции продолжали вести огонь по оперативной группе. Оперативная группа открыла ответный огонь по иракским позициям из артиллерии 4-3 FA и артиллерии 1-й пехотной дивизии. Во время миномётного обстрела иракцами были ранены два американских солдата. Иракские разведчики продолжали патрулировать район между оперативной группой 1-41 и 1-й кавалерийской дивизией. Авиация и артиллерия VII корпуса вели боевые действия против иракских оборонительных позиций.

## Пролом
Прорыву предшествовал мощный артиллерийский обстрел, проведенный артиллерийскими подразделениями VII корпуса с целью ослабления обороны иракского VII корпуса. В обстреле участвовало около 300 орудий разных стран. В ходе этих налётов по иракским войскам VII корпуса было выпущено более 14 000 артиллерийских снарядов и более 4900 реактивных снарядов и ракет M270 MLRS. На начальных этапах налёта Ирак потерял около 22 артиллерийских дивизионов. Это включает уничтожение примерно 396 иракских артиллерийских орудий. К концу налётов иракские артиллерийские средства практически перестали существовать. Одним из иракских подразделений, полностью уничтоженных в ходе подготовки, была артиллерийская группа 48-й пехотной дивизии Ирака. Командир группы заявил, что его подразделение потеряло 83 из 100 орудий в результате артиллерийской подготовки. Эти налёты были дополнены воздушными атаками бомбардировщиков B-52 Stratofortress и самолётов Lockheed AC-130. Вертолёты Apache 1-й пехотной дивизии и бомбардировщики B-52 совершали налёты на 110-ю пехотную бригаду Ирака. 1-й инженерный батальон и 9-й инженерный батальон под прямым и непрямым огнём противника обозначили и закрепили штурмовые полосы, чтобы закрепиться на вражеской территории и пропустить вперед 1-ю пехотную дивизию и британскую 1-ю бронетанковую дивизию. Артиллерия 1-й пехотной дивизии внесла значительный вклад в сражение. Она произвела 11 752 выстрела из 45 641 выстрела, выпущенного в ходе всех артиллерийских вылетов в ходе конфликта. Артиллерия 1-5-й дивизий выпустила 5313 снарядов. 4-5 FA выпустили 4100 снарядов, а 4-3 FA — 2339 снарядов в ходе всех артиллерийских вылетов во время войны в Персидском заливе. Эти три дивизиона были самыми активными из всех 28 дивизионов с орудиями 155 мм, находившихся на театре военных действий. 20 февраля 1991 г. 4-3 FA вместе с 2-29 FA, батареями C 1-17 FA (MLRS), A 1-158 FA (MLRS) и A 6-27 FA (MLRS) участвовали в артиллерийском налёте на многочисленные иракские цели. В результате этого налёта были уничтожены несколько иракских артиллерийских и бронетанковых подразделений, а также несколько командных пунктов. 23 февраля 1991 года 4-3 FA вместе с 1-17 FA, 1-142 FA, 2-142 FA и 1-27 FA приняли участие в ещё одном успешном артиллерийском налёте. В результате этого рейда были уничтожены дополнительные иракские артиллерийские средства, маневренные, командные и логистические объекты. Артиллерия 1-й пехотной дивизии и боевые вертолёты AH-64 Apache провели операции против иракской 26-й пехотной дивизии. Бомбардировщики B-52 совершили вылеты против иракской 48-й пехотной дивизии.
24 февраля 1991 г. 1-я кавалерийская дивизия провела несколько артиллерийских вылетов против иракских артиллерийских подразделений. Один артиллерийский вылет пришелся по ряду иракских бункеров, укреплённых иракскими танками Т-55, в секторе иракской 25-й пехотной дивизии. В тот же день 2-я бригада 1-й кавалерийской дивизии в составе 1-го батальона 5-го кавалерийского полка, 1-го батальона 32-го бронетанкового полка и 1-го батальона 8-й кавалерийского полка уничтожила иракские бункеры и боевые машины в секторе 25-й пехотной дивизии. 24 февраля 1991 года 2-я бригада 1-й пехотной дивизии пробила брешь в обороне иракцев к западу от Вади аль-Батин, а также очистила от противника северо-восточный сектор прорыва. Оперативная группа 3-37 бртп (3-37th Armor) прорвала оборону иракцев, освободив четыре прохода и расширив брешь под прямым огнём противника. 24 февраля американские 1-я пехотная дивизия вместе с 1-й кавалерийской дивизией уничтожили иракские аванпосты и патрули 26-й пехотной дивизии Ирака. Обе дивизии начали захватывать пленных. 1-я пехотная дивизия также очистила зону между фазовой линией «Вермонт» и фазовой линией «Канзас». Когда 3-й батальон 37-го бронетанкового полка 1-й пехотной дивизии достиг тыловых оборонительных позиций иракцев, он уничтожил артиллерийскую батарею Д-30, множество грузовиков и бункеров.
Оперативная группа 1-41 получила задачу прорвать оборонительные позиции Ирака на границе Ирака и Саудовской Аравии. 1-й эскадрон 4-го бронекавалерийского полка выполнял аналогичные задачи в своем секторе операций. 5-й батальон 16-го пехотного полка 1-й пехотной дивизии также сыграл важную роль в очистке траншей и взял в плен 160 иракских солдат. Войдя на территорию Ирака, оперативная группа 1-41 встретила многочисленные оборонительные позиции и бункеры иракцев. Эти оборонительные позиции были заняты бригадой. Пехотинцы оперативной группы 1-41 разделились и приготовились вступить в бой с солдатами противника, занимавшими хорошо подготовленные и сильно укрепленные бункеры. Оперативная группа в течение шести часов вела бой по очистке обширного бункерного комплекса. Иракцы вели огонь по оперативной группе из стрелкового оружия, РПГ, миномётов и оставшихся иракских артиллерийских орудий. Завязался ряд боёв, в результате которых иракцы понесли большие потери и были выведены с оборонительных позиций, многие из них стали военнопленными. Некоторым удалось бежать и быть убитыми или захваченными в плен другими коалиционными силами. В процессе зачистки бункеров оперативная группа 1-41 захватила два командных пункта бригады и командный пункт 26-й пехотной дивизии Ирака. Оперативная группа также захватила командира бригады, нескольких командиров батальонов, командиров рот и офицеров штаба. В ходе боевых действий пехота 1-41-й оперативной группы с короткой дистанции поразила несколько танков противника, окопавшихся в засадных позициях. В течение нескольких часов иракские противотанковые группы, оснащенные РПГ, танки Т-55 и разобранная иракская пехота вели огонь по проезжающим американским машинам, но были уничтожены другими американскими танками и боевыми машинами, следовавшими за первыми силами.
Оперативная группа 2-16 1-й пехотной дивизии одновременно очистила четыре полосы движения через систему укрепленных траншей противника, понеся при этом большие потери. Оперативная группа 2-16 продолжила атаку, очистив более 13 миль укрепившихся позиций противника, в результате чего были захвачены и уничтожены многочисленные транспортные средства, техника, личный состав и командные бункеры противника.

## Битва

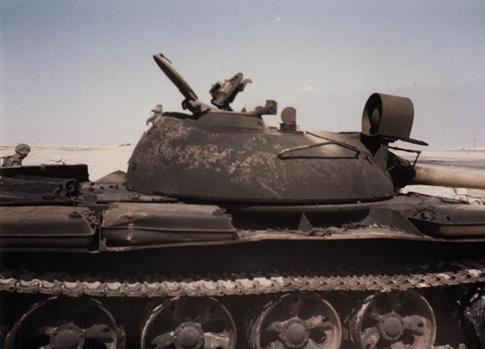
Танк T-55 иракской республиканской гвардии, уничтоженный оперативной группой 1-41 пп во время войны в Персидском заливе, февраль 1991 года.

В течение трёх с половиной часов по иракским оборонительным позициям, предшествовавшим крупному наземному наступлению, было выпущено 90 тыс. артиллерийских снарядов[69].
22 февраля и 23 февраля артиллерия 1-й пехотной дивизии и дивизион 4-3 FA провели артиллерийские налёты на иракские объекты.
Рано утром 23 февраля 1-я кавалерийская дивизия также провела артиллерийские налёты и разведывательные операции вдоль пограничного вала.
Кроме того, 23 февраля 210-я артиллерийская бригада провела огневые операции по иракским объектам на противоположной стороне вала.
23 февраля 1-я пехотная дивизия провела налёты вертолётов Apache на иракскую 110-ю пехотную бригаду.
24 февраля 1991 г. оперативная группа 1-41 пп (1-41 Infantry) была атакована иракскими пехотными подразделениями, вооружёнными РПГ. Иракские солдаты были либо убиты, либо взяты в плен. Позже в тот же день 4-3 FA нанесла артиллерийские удары по иракским позициям к северу от своей позиции. 73] Иракцы подвергли оперативную группу 1-41 артиллерийскому и миномётному обстрелу, но без особого успеха. В тот же день оперативная группа вместе с другими американскими подразделениями продолжила зачистку фазовой линии «Нью-Джерси».
Позже, 24 февраля 1991 г., оперативная группа 1-41 приложит руку к уничтожению иракских 110-й и 434-й пехотных бригад 26-й пехотной дивизии.
25 февраля 1991 года оперативная группа вступила в бой и уничтожила в прямом бою иракский корпус «Джихад», состоявший из 10-й и 12-й бронетанковых дивизий.
26 февраля 1991 г. оперативная группа 1-41 пп во главе с 3-66 бронетанковым батальоном вступила в бой и уничтожила иракский танковый батальон Т-55.
Битва за Норфолк в определённом смысле стала продолжением боевых действий, начавшихся в битве на 73 истинг. Оно проходило в условиях дождливой и туманной погоды. Началось оно в 00:30 27 февраля 1991 года. На начальном этапе артиллерия 1-й пехотной дивизии, в том числе батальон 4-3 FA, сыграла решающую роль в боевых действиях, выполнив множество налётов и огневых задач. В результате этих боевых действий было уничтожено 50 танков противника, 139 БТР, 30 систем ПВО, 152 артиллерийских орудия, 27 ракетных установок, 108 миномётов, 548 колёсных машин, 61 линия траншей и бункерных позиций, 92 окопанных и открытых пехотных цели, 34 пункта материально-технического обеспечения. Две американские боевые машины пехоты Bradley были уничтожены 18-й механизированной бригадой Республиканской гвардии Ирака при проведении разведки местности. Американская артиллерия и РСЗО продолжали вести огонь по иракским целям в десятке миль к востоку. При поддержке с воздуха боевых вертолётов 2-го батальона 1-го авиационного полка и огневой поддержке 4-го дивизиона 3-го артиллерийского полка и остальной артиллерии 1-й пехотной дивизии, не позволявшей иракской артиллерии создавать помехи, 1-я пехотная дивизия США провела прорыв линии 2-го бронекавалерийского полка (2 бркп).

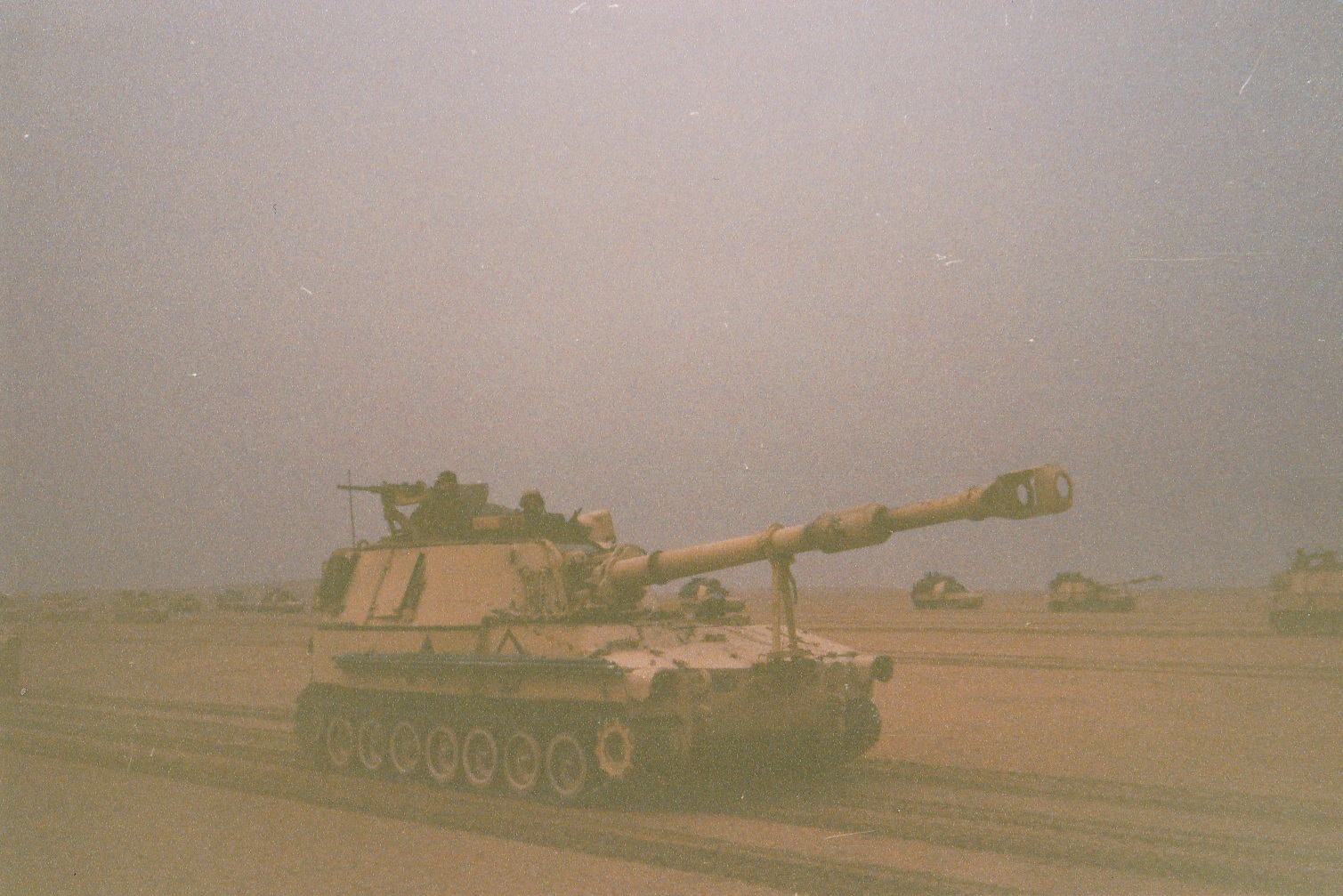
Батарея C, 4-й дивизион 3-го артиллерийского полка 2-й бронетанковой дивизии выдвигается на позицию для выполнения огневых задач во время битвы за Норфолк, февраль 1991 года.

Две атакующие бригады 1-й пехотной дивизии США, включая 3-ю бригаду 2-й бронетанковой дивизии, расположились вдоль 75 Easting, в 2000 м к востоку от 73 Easting. Бригады вступили в бой с иракской дивизией республиканской гвардии «Тавакална», включая 37-ю бригаду 12-й иракской бронетанковой дивизии. Две головные бригады 1-й пехотной дивизии также вступили в бой с иракскими 9-й бронетанковой бригадой и 18-й механизированной бригадой на ранних этапах боя. В этих начальных боях также участвовали боевые вертолёты 1-го батальона 1-го авиационного полка. В ходе боевых действий оперативной группой 1-41 Infantry были уничтожены части 12-й бронетанковой дивизии Ирака. Это была дивизия, которая значительно уступала в численности американским и британским войскам. Было уничтожено около 40 иракских танков и столько же других боевых машин.
Разведывательная группа из состава 4-3 FA по ошибке ушла далеко вперед от других пехотных подразделений оперативной группы 1-41. Оперативная группа 3-66 бртп (TF 3-66 Armor) получила задание разыскать потерявшуюся разведгруппу. Когда оперативная группа 3-66 бртп приблизилась к разведгруппе, вражеская пехота по ошибке открыла по ней огонь с боевых позиций вблизи дезориентированной разведгруппы 4-3 FA. Танки M1A1 Abrams и боевые машины пехоты Bradley отбивались, используя только пулемёты, а не пушки, чтобы снизить опасность поражения оперативной группы 1-41 пп, стоявшей чуть дальше противника. Пулемётный огонь оперативной группы 3-66 бртп вытеснил противника прямо к оперативной группе 1-41 пп, при этом бойцы Хиллмана захватили всех солдат противника. Оперативная группа 3-66 бртп забрала членов потерянной разведывательной группы невредимыми.
27 февраля 1991 г. оперативная группа 1-41 Infantry уничтожила иракский танковый батальон Т-55, попавший в засаду. Иракскому танковому подразделению удалось уничтожить боевую машину «Брэдли» и убить трёх солдат оперативной группы. В тот же день оперативная группа 1-41 уничтожила иракскую группу РПГ, пулемётное гнездо и бункер.
27 февраля 1991 г. оперативная группа 1-41 с большой дистанции уничтожила ещё одно иракское танковое подразделение в районе объекта «Денвер». 2-я бронетанковая дивизия уничтожила 60 иракских танков и 35 БМП вдоль иракского трубопровода в Саудовскую Аравию (IPSA). Оперативная группа 1-41 и другие подразделения 2-й бронетанковой дивизии (передового базирования) успешно защитили иракский трубопровод в Саудовскую Аравию, захватив при этом крупный иракский логистический объект. Оперативная группа и 1-я пехотная дивизия также очистили обширный бункерный комплекс, в котором находилась иракская пехота, оснащённая РПГ.
В густом тумане войны американские части смешались с иракскими частями, рассредоточенными по пустыне. Эта неразбериха привела к некоторым инцидентам, связанным с дружественным огнём. Оперативная группа 1-41 Infantry была вовлечена в самый серьёзный инцидент с «дружественным огнём» в США во время войны в Персидском заливе 27 февраля 1991 г.
2-я бронетанковая дивизия продолжала вести ряд коротких, острых боёв с иракскими танковыми взводами по мере продвижения через Вади аль-Батин в Кувейт. 27 февраля 1991 г. иракское танковое подразделение атаковало 4-3 FA. Иракское танковое подразделение было уничтожено танковым взводом оперативной группы 1-41, который был выделен для защиты 4-3 FA.
27 февраля 1991 г. оперативная группа 1-41 захватила почти целый иракский танковый батальон.
1-й инженерный батальон (1st Engineer Battalion) принимал ключевое участие в последующем уничтожении одной и разгроме двух дивизий Республиканской гвардии Ирака. Бойцы батальона уничтожили 58 иракских танков, 41 зенитную артиллерийскую установку, а также большое количество боеприпасов и военного имущества.
Оперативная группа 2-го батальона 16-й пехотной дивизии уничтожила части 48-й пехотной дивизии Ирака. Оперативная группа 2-го батальона 34-й бронетанковой дивизии уничтожила 9-ю бронетанковую бригаду дивизии «Тавакална» Республиканской гвардии.
1-й эскадрон 4-го бронекавалерийского полка возглавил наступление 1-й пехотной дивизии через территорию Ирака и Кувейта, перерезав путь отхода иракской армии по шоссе Кувейт-Сити/Басра. Эскадрон продолжил стремительное наступление, завершившееся захватом аэродрома Сафван (Ирак). 1-й эскадрон 4-го бронекавалерийского полка уничтожил 65 танков, 66 бронетранспортеров, 66 грузовиков, 91 бункер и взял в плен 3010 солдат противника.
В составе 1-й пехотной дивизии оперативная группа 3-37 Armor совершила 186-мильное наступление через южный Ирак в северный Кувейт, прервав иракские линии связи, а затем двинулась на север в Ирак для оказания помощи в захвате города Сафван и обеспечения безопасности аэродрома Сафван для проведения переговоров о прекращении огня между коалиционными силами и иракским режимом. В ходе операции было уничтожено более 50 боевых машин противника и взято в плен более 1700 иракских солдат.
В ходе боя 4-й батальон 37-й бронетанкового полка 2-й бригады 1-й пехотной дивизии вступил в бой с частями пяти иракских дивизий, уничтожил множество боевых машин и взял в плен более 450 солдат противника, обеспечив беспрецедентную победу коалиционных сил.
К рассвету 1-я пехотная дивизия США контролировала объект «Норфолк», а механизированная дивизия «Тавакална» перестала существовать как боевая сила. Всего было уничтожено восемь иракских дивизий. В ходе боевых действий оперативной группы 1-41 пехоты было уничтожено около десятка боевых машин, в том числе несколько танков M1A1 Abrams. 2-я бронетанковая дивизия и 1-я пехотная дивизия в ходе боевых действий уничтожили 550 иракских танков и 480 единиц другой бронетехники. К концу боевых действий 1-й пехотной дивизии сдались в плен около 11 500 иракских солдат. Во время боевых действий 2-й бронетанковой дивизии было уничтожено 4 танка M1A1 Abrams. Кроме того, она потеряла 5 боевых машин пехоты Bradley. К концу боевых действий 1-я пехотная дивизия, включая 2-ю бронетанковую дивизию, потеряла 21 солдата убитым и 67 солдат ранеными.

## Британское участие
За защиту правого фланга VII корпуса отвечала британская 1-я бронетанковая дивизия. Планировщики корпуса предполагали, что иракская 52-я бронетанковая дивизия контратакует VII корпус, как только будет обнаружено её проникновение в иракскую оборону. Британская 1-я бронетанковая дивизия имела в своем составе две бригады (4-ю и 7-ю), которые участвовали в операции «Грэнби» — так назывались военные действия Великобритании во время войны в Персидском заливе в 1991 году.
На вооружении 1-й бронетанковой находился основной боевой танк Challenger 1. На вооружении 1-й британской бронетанковой дивизии состояло около 176 танков Challenger 1. Благодаря 120-мм нарезному орудию, тепловизионной оптике и новейшей броне Chobham единственным соперником танка в бою был американский танк M1A1 Abrams. Британская пехота вступала в бой на гусеничном бронетранспортере Warrior. Он имел неплохую бронезащиту и 30-мм пушку. Модифицированные версии машины включали миномётные транспортеры, противотанковые комплексы MILAN и машины управления; кроме того, британцы располагали целым рядом отличных легких бронемашин, построенных на шасси FV101 Scorpion. Британская артиллерия состояла в основном из американских гаубиц M109 (155 мм), M110 (203 мм) и M270 MLRS, которые были совместимы с американскими системами. Воздушная поддержка состояла из вертолётов Gazelle, использовавшихся для разведки, и вертолёта Lynx, сравнимого с американским AH-1 Cobra. Британцы располагали полным составом инженерных, тыловых и медицинских подразделений.
Командовал этой небольшой, но мощной дивизией 47-летний генерал-майор Руперт Смит. Он служил в британском Парашютном полку и был экспертом по советской бронетехнике и танковой тактике. 4-я бригада была усилена дополнительно сапёрами и артиллерией. 4-я бригада использовалась для операций по прорыву и расчистке местности в районе прорыва. Усиленная бронетехникой 7-я бригада использовалась для ведения танковых боев.
25 февраля 1991 г. 1-я бронетанковая дивизия ворвалась в западный фланг иракской 48-й пехотной дивизии, которой командовал бригадный генерал Сахеб Мохаммед Алав (Alaw). В ту же ночь 48-я пехотная дивизия была уничтожена, а генерал Алав попал в плен к британцам. В ту же ночь британцы в ходе ближнего боя уничтожили две линии вражеских позиций. Британцы также уничтожили несколько иракских рот танков Т-55. Той же ночью другие части дивизии вступили в бой с иракской 31-й пехотной дивизией.
26 февраля 1991 года британские артиллерийские подразделения нанесли часовой артиллерийский удар по иракским позициям. Это была самая мощная демонстрация британской артиллерии со времён Второй мировой войны. В ту же ночь британская 7-я бригада вступила в ночной танковый бой с иракским танковым батальоном из состава 52-й бронетанковой дивизии Ирака. После девяностоминутного боя было уничтожено более 50 иракских танков и бронетранспортеров. Той же ночью британская 4-я бригада уничтожила штаб и артиллерийскую базу 807-й бригады иракской 48-й пехотной дивизии. Британские пехотные подразделения зачистили иракские оборонительные позиции, которые занимала 803-я пехотная бригада Ирака.
После 48 часов боев британская 1-я бронетанковая дивизия уничтожила или изолировала четыре иракские пехотные дивизии (26-ю, 48-ю, 31-ю и 25-ю) и в ходе нескольких острых столкновений разгромила иракскую 52-ю бронетанковую дивизию. Иракская 80-я бронетанковая бригада также стала жертвой британской 1-й бронетанковой дивизии. В течение нескольких часов 4-я бригада вела бой с батальоном окопавшихся иракских солдат и танками Т-55.

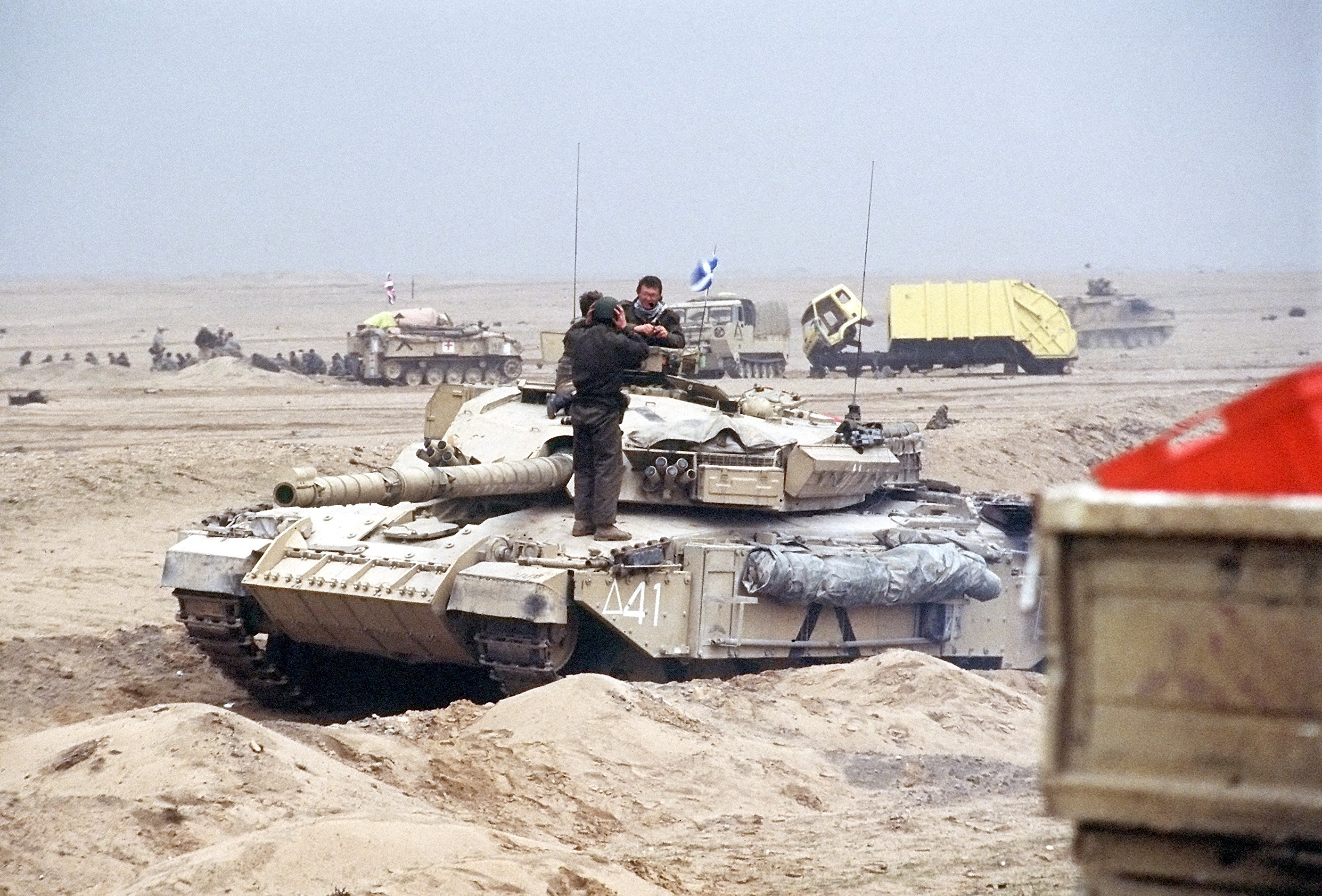
Challenger 1 Королевского шотландского драгунского гвардейского полка возле Кувейт-Сити в ходе войны в Заливе.

Challenger 1 из состава Королевского шотландского драгунского гвардейского полка уничтожил иракский танк на дистанции 5 тыс. метров (3,1 мили). Это было самое продолжительное поражение танка в истории танковой войны.
Британская 7-я бригада очистила объект «Платина», уничтожив ещё как минимум шесть танков Т-55 в окопанных позициях и бункере с помощью ракет «Милан».
4-я бригада захватила объект «Сталь» (Steel), разгромив при этом иракскую 103-ю бригаду 25-й пехотной дивизии. По мере продвижения британская 4-я бригада уничтожила дополнительные орудия и боевые позиции иракцев.
В ходе боевых действий на объектах «Медь», «Цинк», «Бронза» и «Сталь» британские сухопутные войска нанесли поражение иракским войскам. В ходе боевых действий на объекте «Цинк» британцы захватили 30 танков противника, уничтожили 16 машин IFV и взяли в плен 1850 иракских солдат.
По пути к объекту «Бронза» британские войска уничтожили пункт связи и две артиллерийские позиции. При зачистке объекта «Бронза» британские войска также уничтожили 12 иракских танков, 11 орудий и 20 легкобронированных и небронированных машин. На объекте «Бронза» также были уничтожены части нескольких иракских пехотных бригад.
Британская 4-я бригада уничтожила целую танковую боевую группу, включавшую 25 основных танков, на объекте «Медный Юг».[106] 4-я бригада также очистила «Медный Юг» от иракских солдат, БМП, артиллерии, машин тылового обеспечения и захватила двух командиров дивизии.
Британский 26-й полк полевой артиллерии провел огневые операции против тяжёлого танкового подразделения на объекте Брасс. В ходе операции было уничтожено 48 танков, БТР и 25 МТ-ЛБ, спрятанных на боевых позициях. Также была уничтожена артиллерийская позиция. Вся позиция противника была уничтожена, а британская пехота очистила линии окопов от иракских солдат.
На позиции Брасс 3 британские войска уничтожили ещё 25 танков и 20 БТР.
При взятии объекта Платина 2 британцы уничтожили иракскую танковую роту.
Позднее 1-й батальон Стаффордширского полка 7-й бронетанковой бригады вступил в бой с иракскими войсками на объекте «Свинец». 1-й батальон Стаффордширского полка уничтожил более 40 иракских танков и множество других боевых систем. Британцы также взяли в плен более 800 иракских солдат, включая командира 52-й бронетанковой дивизии, уничтожив при этом дополнительные иракские пехотные подразделения.
Британцы также уничтожили несколько рот иракских танков Т-55 и МТ-ЛБ в штабе иракской 52-й бронетанковой дивизии.
В процессе продвижения к фазовой линии разгрома британские войска подверглись артиллерийскому и противотанковому обстрелу со стороны иракских войск.
27 февраля 1991 г. в ходе совместной операции британских и американских артиллеристов на объекте «Вольфрам» были уничтожены остатки иракской артиллерии и пехоты. Было уничтожено около 70 иракских артиллерийских орудий.
Британцы также захватили объект «Ватерлоо». В ходе этого процесса британцы уничтожили около пяти иракских дивизий за 48 часов боя.
Британская 1-я бронетанковая дивизия заняла последние рубежи на шоссе Басра к северу от хребта Мульта.
В ходе заключительной операции британская 7-я бригада взяла объект «Кобальт», а 4-я бригада остановилась дальше на западе.
Британская 1-я бронетанковая дивизия прошла 217 миль за 97 часов. Дивизия захватила или уничтожила около 300 танков и большое количество бронетранспортеров, грузовиков, разведывательных машин и т. д. «Крысы пустыни» также уничтожили несколько иракских артиллерийских позиций. Дивизия также взяла более 7000 иракских военнопленных, включая двух командиров дивизии и ещё двух генералов. В ходе боевых действий британские войска не потеряли ни одного танка Challenger 1. В ходе боевых действий погибли 15 солдат, ещё 43 солдата были ранены. Британцы также потеряли 2 БТР Warrior в результате дружественного огня.

## Объект «Дорсет»
26 февраля 3-й бронетанковой дивизии США была поставлена задача очистить объект «Дорсет», который хорошо оборонялся иракскими войсками. 3-я бронетанковая дивизия вместе с 1-й бронетанковой дивизией США уже несла ответственность за уничтожение 76 иракских танков и 84 боевых машин пехоты во время битвы при 73 истинг. Иракская дивизия республиканской гвардии «Тавакална» имела значительное присутствие на объекте «Дорсет». 50-я бронетанковая бригада была первым подразделением, с которым столкнулась 3-я бронетанковая дивизия в ходе операции. [Иракская оборона в этом секторе также состояла из трех механизированных батальонов 29-й бронетанковой бригады и двух бронетанковых и одного механизированного батальонов 9-й бронетанковой бригады. 46-я механизированная бригада 12-й бронетанковой дивизии также присутствовала. 46-й танковый батальон Т-62 из 10-й бронетанковой дивизии также был придан дивизии республиканской гвардии «Тавакална». На площади всего 270 квадратных километров иракцы сосредоточили более 122 танков, 78 БМП и сотни других боевых машин и боевых систем. Все они должны были пасть жертвой 3-й бронетанковой дивизии. 26 февраля артиллерия 3-й бронетанковой дивизии провела огневые операции по иракским целям, включая грузовики, миномётную позицию и ряд бункерных комплексов. Также была уничтожена иракская артиллерийская позиция.
Изначально тысячи иракских пехотинцев атаковали 3-ю бронетанковую дивизию США противотанковыми ракетами «Малютка» и РПГ из окопанных оборонительных позиций. Иракская оборонительная сеть также состояла из бункеров и окопанных транспортных средств. Иракцы также имели поддержку дюжины батарей полевой артиллерии непосредственно за тылом дивизии Республиканской гвардии «Тавакална». У иракцев не было слабых или открытых флангов, которые можно было бы использовать. 3-я бронетанковая дивизия преодолела эти иракские оборонительные позиции, используя превосходство в командовании и управлении, а также хорошо скоординированную тактику комбинированного оружия. 27 февраля артиллерия 3-й бронетанковой дивизии совершила 42 огневых вылета и выпустила 827 снарядов по иракским целям. Всего за время боевых действий артиллерия 3-й бронетанковой дивизии выпустила 2854 снаряда, а её РСЗО — 555 ракет. Американские штурмовики A-10 и вертолёты Apache также вели операции против иракских целей.
К концу 27 февраля 3-я бронетанковая дивизия США очистила объект «Дорсет», встретив упорное сопротивление и уничтожив более 300 автомобилей противника. 3-я бригада 3-й бронетанковой дивизии также захватила 2500 вражеских пленных. Действия 3-й бригады 3-й бронетанковой дивизии внесли большой вклад в уничтожение двух дивизий Республиканской гвардии Ирака. За 24 часа почти непрерывного боя бригада уничтожила или захватила 547 единиц техники, включая 102 танка, 81 бронетранспортер, 34 артиллерийских орудия, 15 орудий ААА, а также захватила сотни тонн припасов и 528 военнопленных. В ходе боевых действий 3-й бронетанковой дивизии было повреждено три танка M1A1 Abrams. С декабря 1990 г. по конец февраля 1991 г. в 3-й бронетанковой дивизии погибло 15 солдат.[10] Примерно 7 из них были убиты в бою, ещё 27 солдат дивизии были ранены в ходе боевых действий.
К концу боевых действий 28 февраля 1991 года VII корпус прошел 260 километров, взял в плен 22 000 иракских солдат, уничтожил 1350 иракских танков, 1224 бронетранспортера, 285 артиллерийских орудий, 105 систем ПВО и 1219 грузовиков.
Во время войны в Персидском заливе отличился американский штурмовик A-10 Thunderbolt II компании Fairchild Republic. Он нанёс огромный урон иракским наземным войскам. Экипажи американских A-10 «Warthog» в ходе боевых действий уничтожили 900 иракских танков, 2000 других военных машин и 1200 артиллерийских орудий.
VII корпус потерял 62 человека убитыми и 235 ранеными. В ходе боевых действий было уничтожено 4 танка M1A1 и 9 повреждено, 14 боевых машин «Брэдли» были уничтожены и 9 повреждены, 2 вертолёта были уничтожены и 3 повреждены, а также 9 других транспортных средств различных типов были уничтожены или повреждены
.

## Послесловие
К концу боевых действий 28 февраля 1991 года VII корпус прошел 260 километров, взял в плен 22 000 иракских солдат, уничтожил 1350 иракских танков, 1224 бронетранспортера, 285 артиллерийских орудий, 105 систем ПВО и 1219 грузовиков.
Во время войны в Персидском заливе отличился американский штурмовик A-10 Thunderbolt II компании Fairchild Republic. Он нанёс огромный урон иракским наземным войскам. Экипажи американских A-10 «Warthog» в ходе боевых действий уничтожили 900 иракских танков, 2000 других военных машин и 1200 артиллерийских орудий.
VII корпус потерял 62 человека убитыми и 235 ранеными. В ходе боевых действий было уничтожено 4 танка M1A1 и 9 повреждено, 14 боевых машин «Брэдли» были уничтожены и 9 повреждены, 2 вертолёта были уничтожены и 3 повреждены, а также 9 других транспортных средств различных типов были уничтожены или повреждены.

## Историческое значение
В некоторых источниках битва за Норфолк считается вторым по величине танковым сражением в истории США после битвы за выступ. В других источниках она считается вторым или даже третьим по величине танковым сражением войны в Персидском заливе после битвы за хребет Медина и битвы на 73 истинг.